# Peeter Reštšinski
Peeter Reštšinski (ur. 22 kwietnia 1955) – estoński dyplomata, w latach 1996–2000 ambasador Estonii w Polsce. 

## Życiorys
W 1992 podjął pracę w Ministerstwie Spraw Zagranicznych Estonii. Od 26 września 1996 reprezentował kraj jako ambasador nadzwyczajny i pełnomocny w Rzeczypospolitej Polskiej, następnie zaś od 1999 również w Republice Bułgarii. W 2000 objął również funkcję ambasadora nierezydującego w Rumunii. 19 września 2000 zakończył swą misję w RP. Od 2003 był konsulem generalnym w Nowym Jorku. Później był radcą w Departamencie Protokołu Dyplomatycznego MSZ. 
Odznaczony Krzyżem Komandorskim Orderu Zasługi Rzeczypospolitej Polskiej (2000).